# Казальс, Фредерик-Огюст
Фредери́к-Огю́ст Каза́льс (фр.: Frédéric-Auguste Cazals; 31 июля 1865[…], Париж — 2 марта 1941[…], Париж) — французский писатель и иллюстратор; также известен, как один из ближайших друзей Поля Верлена с 1886 года до смерти Верлена.

## Работы
- Le Jardin des ronces : стихи и песни на латыни, предисловие Рашильды, авангарды и заметки Сержа Фошеро, Париж, Somogy, 1995ISBN 2-9504476-3-5
- Les derniers jours de Paul Verlaine, avec Gustave Le Rouge, preface de Maurice Barrès, Slatkine, 1 983ISBN 2-05-100492-7

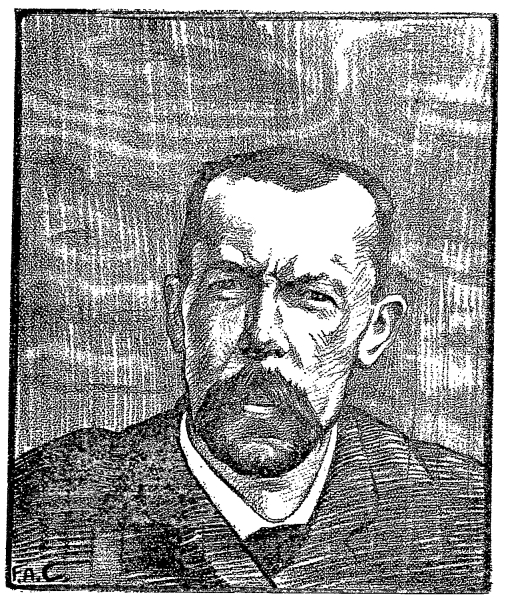
Фрэнсис Пуактевен. Портрет Фредерика-Огюста Казальса.
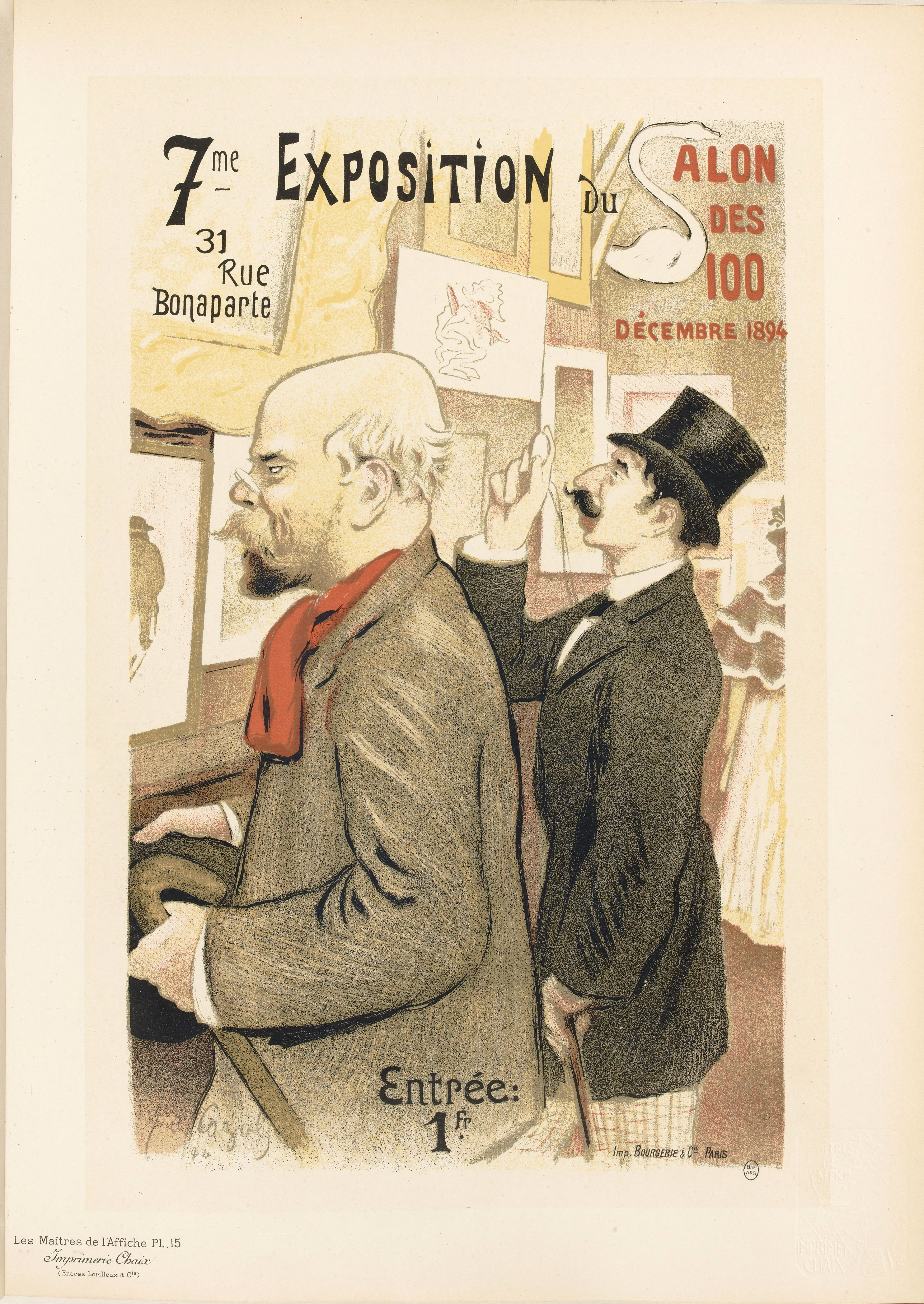
Поль Верлен и Жан Мореас, постер для Salon des Cent, опубликованный также в Les Maîtres de l'Affiche.